# Heptacordi
L'heptacordi és una gamma o escala musical de set notes (do, re, mi, fa, sol, la, si), especialment a l'escala diatònica.

## Definició
L'heptacordi es bàsicament el conjunt de set notes a l'escala musical diatònica, de la mateixa menera que: el tricordi, el tetracordi, el pentacordi o l'hexacordi (basats en les matemàtiques).

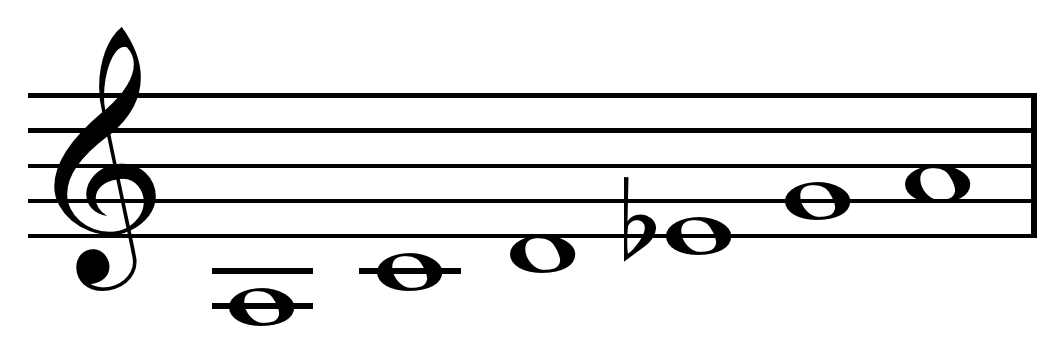
Escala Musical

## Origen
Heptacordi prove del grec: "ἑπτάχορδος" o "hepta(7)khorde(corda musical)".